# 버지니아 그레이
버지니아 그레이(영어: Virginia Grey) 1917년 3월 22일 ~ 2004년 7월 31일)~는 미국의 여자 영화배우이자 여자 각본가였다.

## 영화
- 엔터테인먼트 (1974년)
- 에어포트 (1970년)
- 마담 X (1966년)
- 네이키드 키스 (1964년)
- 천국의 독신남 (1961년)
- 태미 텔 미 트루 (1961년)
- 검은 초상 (1960년) - 미스 리 역
- 장미 문신 (1955년)
- 순정에 맺은 사랑 (1955년)
- 타겟 어스 (1954년)
- 투우사와 숙녀 (1951년)
- 언노운 아일랜드 (1948년)
- 소 디스 이즈 뉴욕 (1948년)
- 정복되지 않는 사람들 (1947년)
- 블레임 오브 바바리 코스트 (1945년)
- 스테이지 도어 캔틴 (1943년)
- 스윗 로지 오그래디 (1943년)
- 뉴욕으로 간 타잔 (1942년)
- 빅 스토어 (1941년)
- 훌라벌루 (1940년)
- 바보의 기쁨 (1939년)
- 여자들 (1939년)
- 브로드웨이 세레나데 (1939년)
- 어나더 씬 맨 (1939년)
- 진부한 천사 (1938년)
- 로잘리 (1937년)
- 여인네들 (1934년)
- 펄미 데이즈 (1931년)